# Saxifraga exarata
Saxifraga exarata är en stenbräckeväxtart som beskrevs av Dominique Villars. Saxifraga exarata ingår i Bräckesläktet som ingår i familjen stenbräckeväxter. Arten har ej påträffats i Sverige.

## Underarter
Arten delas in i följande underarter:
- S. e. ampullacea
- S. e. atropurpurea
- S. e. basaltica
- S. e. carniolica
- S. e. delphinensis
- S. e. exarata
- S. e. fastigiata
- S. e. lamottei
- S. e. pseudoexarata
- S. e. adenophora
- S. e. camarae

## Bildgalleri

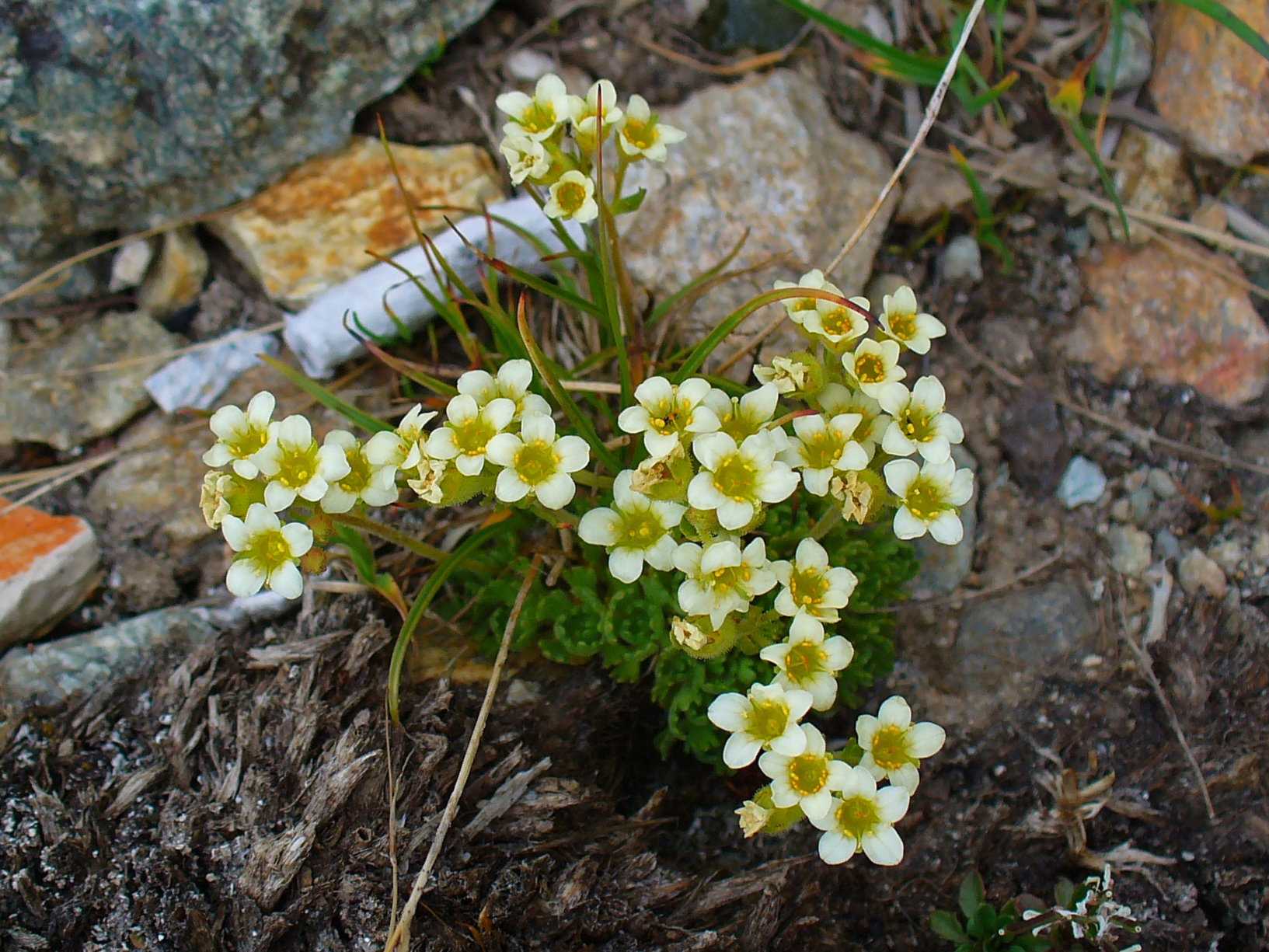
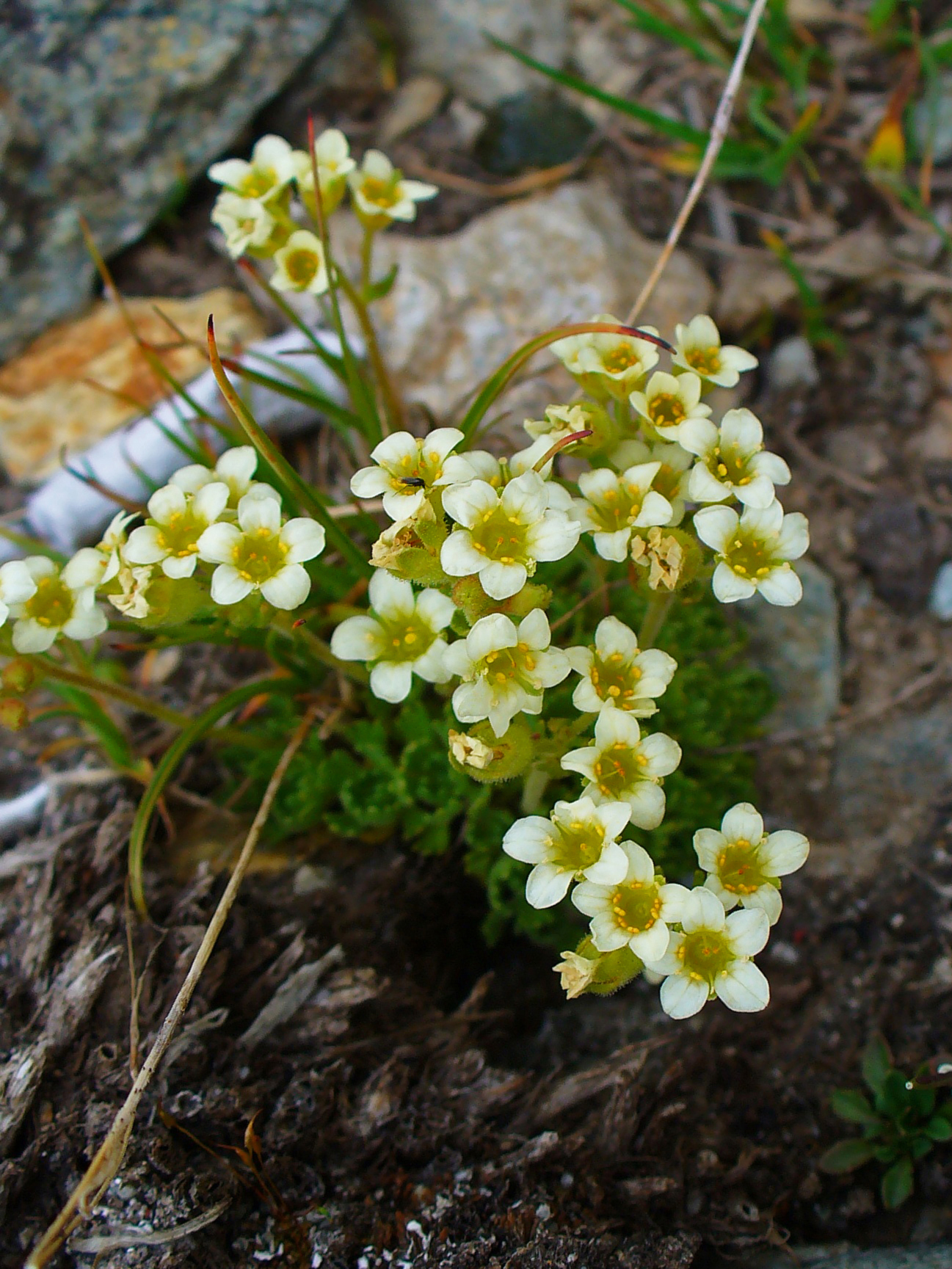
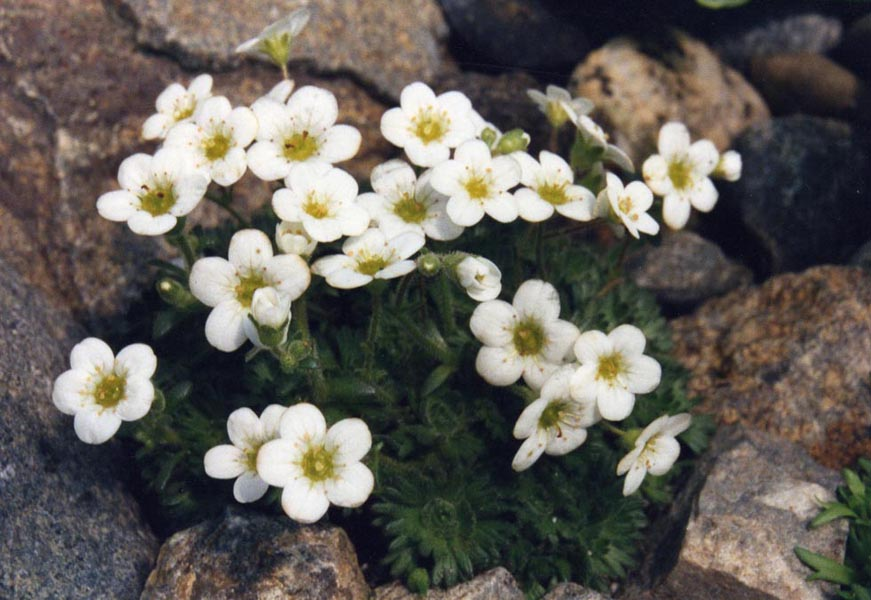
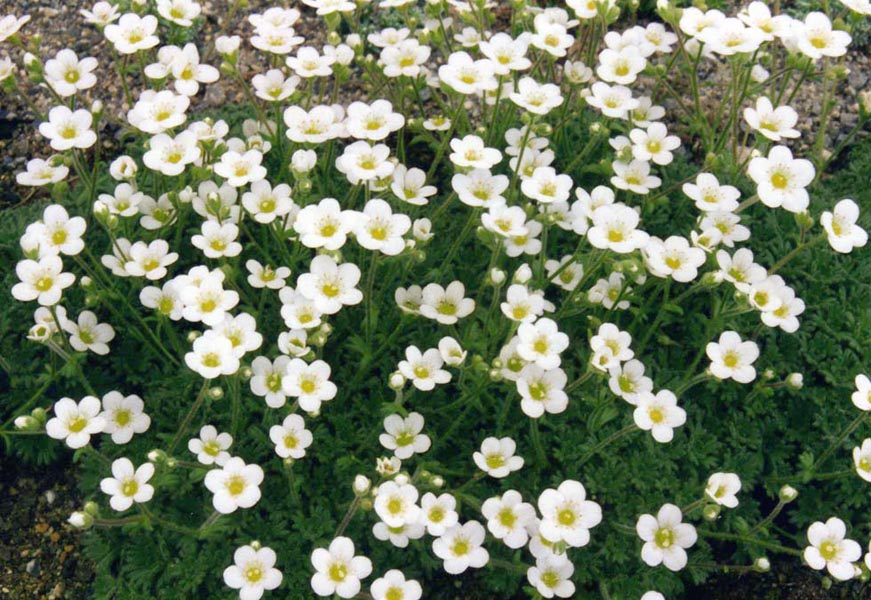
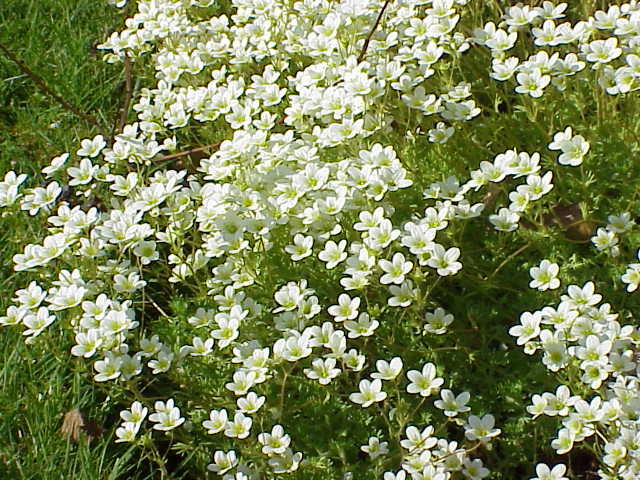
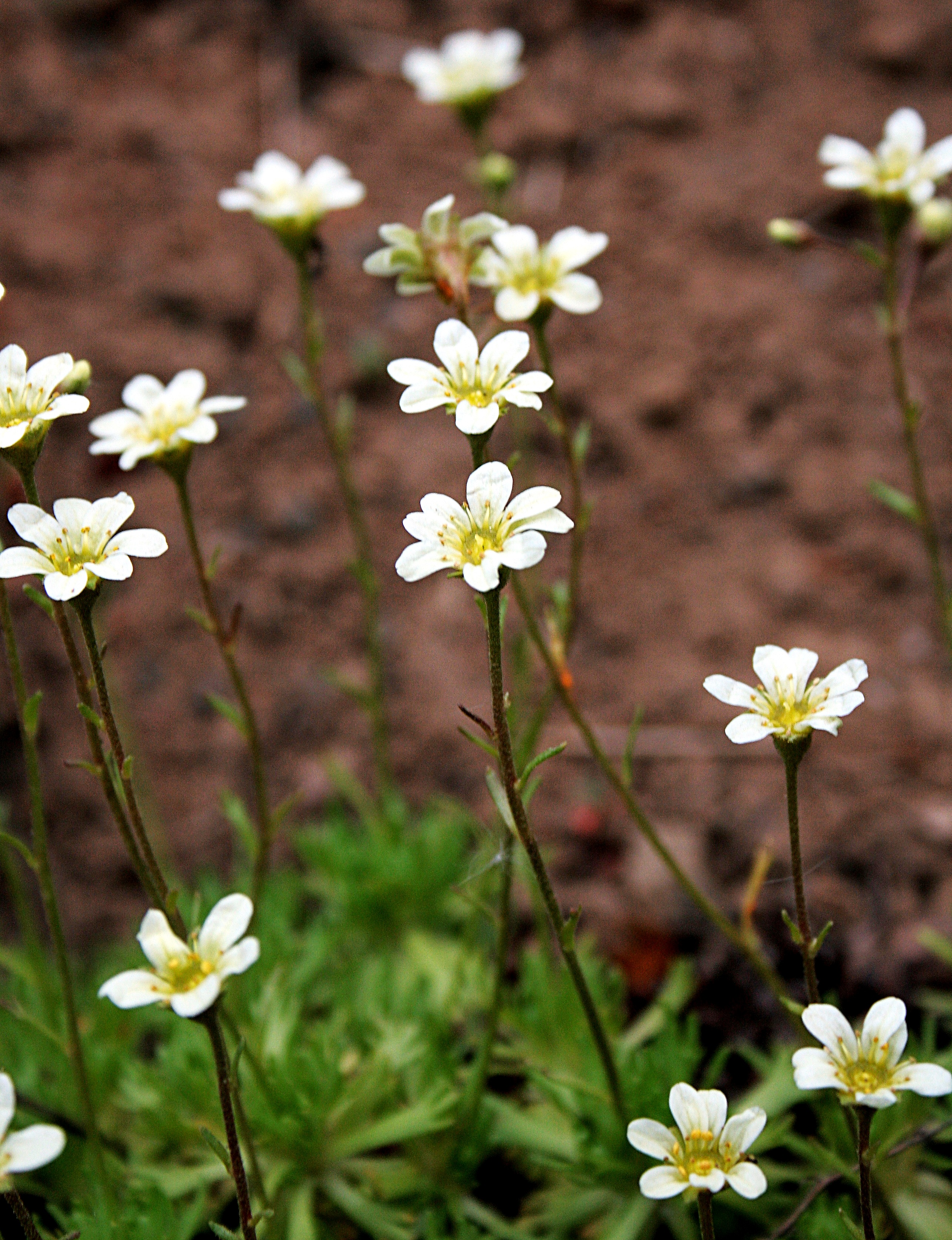